# Hôtel Majapahit

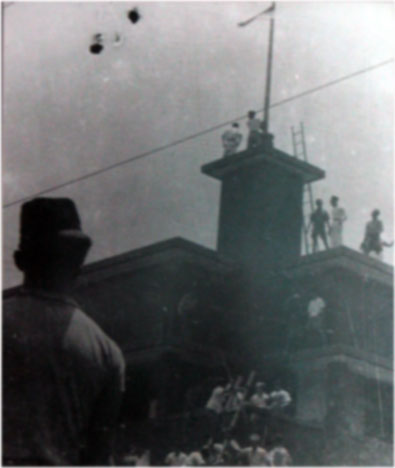
Novembre 1945 : de jeunes patriotes indonésiens arrachent la partie bleue du drapeau néerlandais.

L’hôtel Majapahit est un hôtel de Surabaya, capitale de la province indonésienne de Java oriental. Il fut inauguré en 1910 sous le nom de "Hotel Oranje" par Martin Sarkies, de la célèbre famille d'hôteliers arméniens Sarkies (en), à laquelle on doit la construction de nombreux hôtels de luxe en Asie du Sud-Est. 
L'hôtel doit son nom actuel à l'ancien royaume javanais de Majapahit. Situé Jalan Tunjungan 65, il a été exploité par le groupe Mandarin Oriental de Hong Kong de 1998 à 2006. 

## Histoire

Le salon de l'hôtel Oranje vers 1920

Pendant l'occupation japonaise des Indes néerlandaises, l'hôtel avait été rebaptisé "Yamato", d'après le berceau historique du Japon. Il est passé dans l'histoire de l'Indonésie avec l'incident de l'« hôtel Yamato », lorsqu'en novembre 1945 de jeunes patriotes indonésiens ont arraché la partie bleue du drapeau néerlandais qu'il arborait, ne laissant que le rouge et le blanc, c'est-à-dire le drapeau indonésien. Cet incident, sans en être la cause, a été suivi de la bataille de Surabaya.

## Galerie

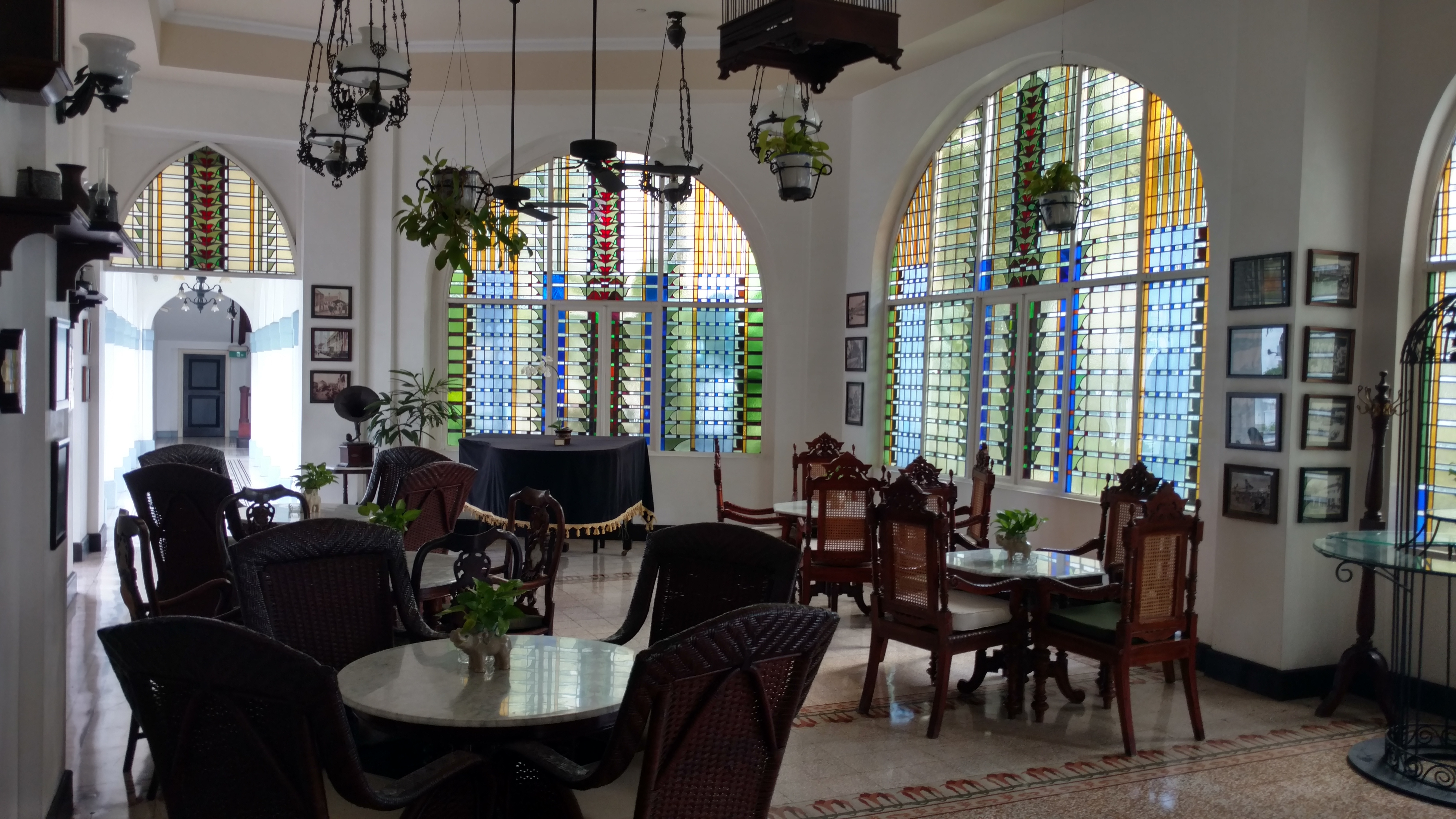
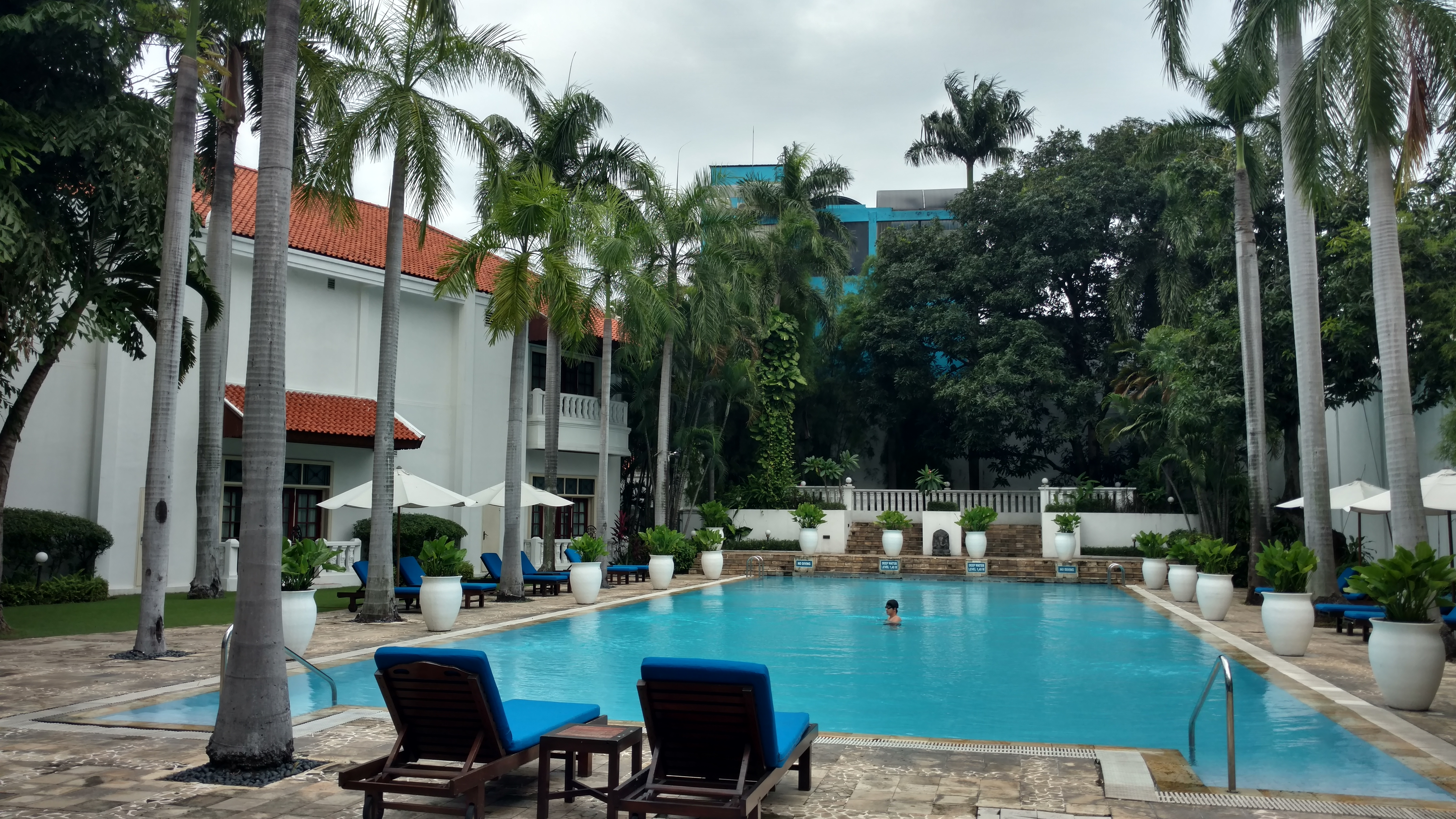

## Source
- (en) William Warren et Jill Gocher, Asia's legendary hotels : the romance of travel, Singapour, Periplus Editions, 2007, 1re éd., 208 p. (ISBN 978-0-7946-0174-4, OCLC 154672062)

## Autres